# Голиков, Владимир Митрофанович
Владимир Митрофанович Голиков (1875—1919) — русский поэт и переводчик.

## Биография
Родился в Костроме в 1875 году — сын мастера ремесленного учебного заведения Московского воспитательного дома. Поступил на юридический факультет Московского университета, который окончил в 1898 году. Затем трудился помощником присяжного поверенного, занимался адвокатской практикой в Москве.
Стихи Владимир Голиков впервые опубликовал в 1896 году в журнале «Русская мысль», примечательно подражательное стихотворение «Алтея» (1896), написанное на мотив поэмы Эдгара По «Ворон»:

В башне древнего аббатства, члены рыцарского братства,

Мы сидели и молчали возле Круглого стола.

Над окрестностью суровой разливался свет багровый

Сквозь узорчатые грани красноватого стекла;

Свет багровый разливался, шорох странный раздавался…

Мы сидели и молчали возле Круглого стола… 

Эдгар По и Шарль Бодлер стали ориентирами Владимира Голикова в мире поэзии.
В 1900 году Голиков выпустил свой первый стихотворный сборник, с простым заглавием «Стихотворения», спонсором издания выступил П. С. Эйбушитц, написавший к нему предисловие. Вскоре последовал второй сборник стихов молодого поэта — «Ночные думы» (1902).
В 1904—1905 годах Голиков проходил военную службу в Кутаиси и Баку.
В 1907 году Владимир Митрофанович издал третий сборник стихов: «Кровь и слезы; Торжество смерти и зла: Маленькие поэмы», получивший сдержанно-ободрительный отзыв Николая Гумилёва:

Автор как поэт, очевидно, еще молод, талант его несомненен, но считать его окончательно определившимся невозможно: слишком заметны подчас колебания между старыми и новыми приемами творчества, слишком еще владеют поэтом его учителя, а таковых немало. В книжке г. Голикова есть и «Шутки смерти», и «Бал мертвых», и «Поэма об ожесточении» («Грабитель»), и одинокая «Швея», есть немножко Бодлера, немножко Эдгара По, немножко Лонгфелло и немножко… истинной поэзии. 
 

За стремление к интересным и широким темам, за красивое отречение от серых буден можно только похвалить поэта. Но выполнение у него почти всегда ниже замысла, и это тем более странно, что учился г. Голиков у таких мастеров формы как Бодлер и По. Казалось бы, элементарный художественный такт должен удерживать поэта от ребяческих небрежностей техники, которыми зачастую пестрят его стихи. Г. Голикову надо еще много работать и помнить, что если он радует нас оригинальностью замыслов, то мы вправе ожидать от него филигранной отработки деталей…

В сборник «Кровь и слезы», среди прочего, вошёл превосходный стихотворный перевод рассказа По «Тишина», высоко оценённый Николаем Бахтиным за удачно воспроизведенную манеру американского классика.
С 1908 года сотрудничал с газетой «Голос Москвы», где публиковал стихотворные фельетоны, пародии, путевые очерки. В 1911—1918 годах печатался в петербургской газете «Вечернее время» и нескольких журналах, издавал и редактировал литературно-сатирический еженедельник «Златоцвет» (1914).
В 1915 году в Петербурге был опубликован сборник стихов Владимира Голикова «I: Песни о немцах и турках: II: В тылу» .
Скончался в Петрограде от испанского гриппа 20 февраля 1919 года.

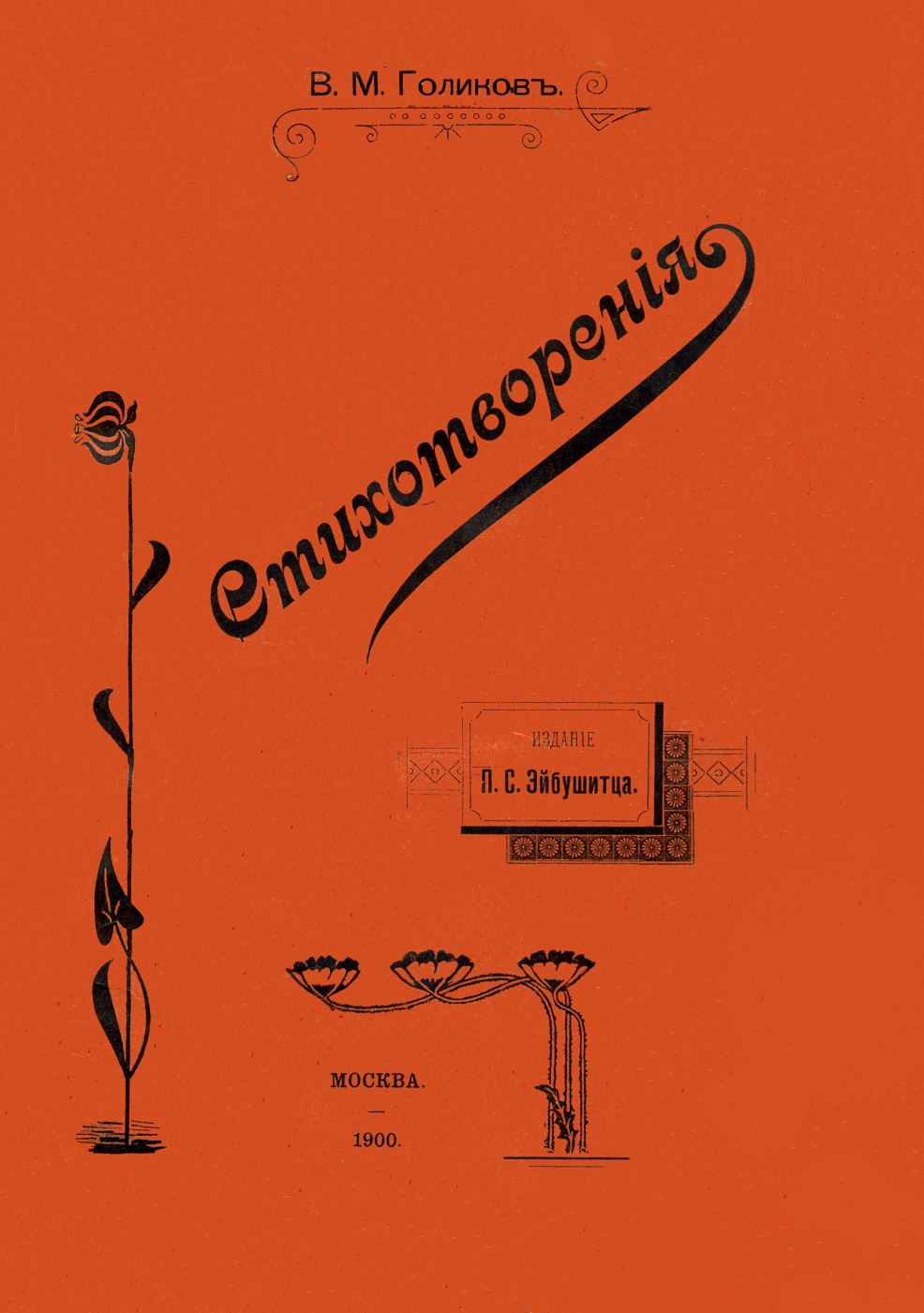
Обложка сборника «Стихотворения», 1900